# بوالیا گوپالگنج
بوالیا گوپالگنج (به لاتین: Boalia) یک منطقهٔ مسکونی در بنگلادش است که در مکسودپور واقع شده‌است.